# Георг Бюхнер
Георг Бюхнер (нім. Georg Büchner; 17 жовтня 1813, Годделау (Goddelau) тепер у складі Рідштадта  — 19 лютого 1837, Цюрих) — німецький поет та драматург.

## Біографія
Син лікаря, брат лікаря та натураліста Людвіґа Бюхнера. Навчався в Страсбурзі та Гессені, де студіював природничі науки та вивчав практичну медицину. Видав памфлет «нім. Der Hessische Landbote» з епіграфом: «Мир — хатам, війна — палацам» (нім. Friede den Hütten, Krieg den Palästen).

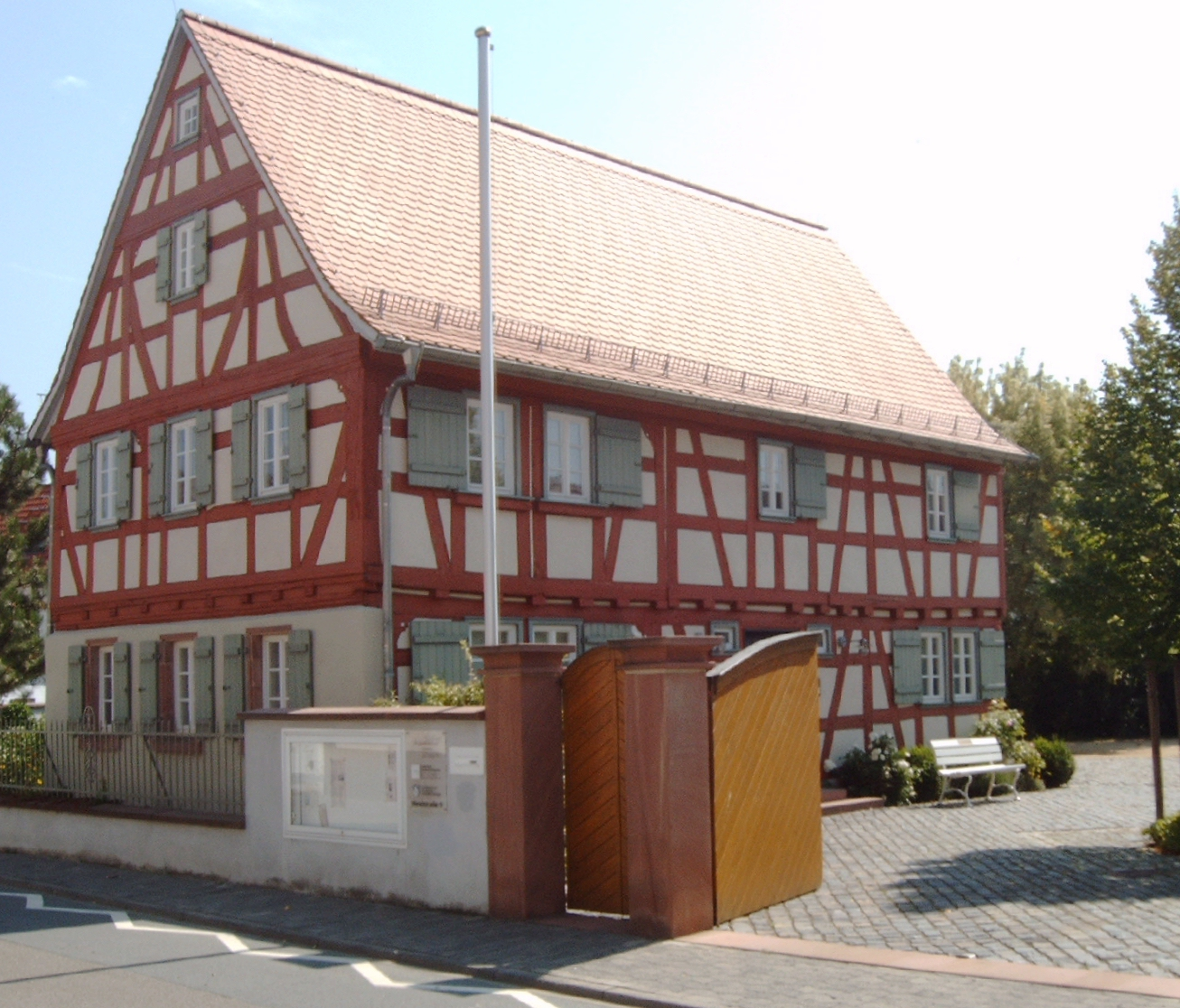
Будинок Бюхнера в Годделау

1834 року Бюхнер брав участь у революційному повстанні в Гессені. За написання політичного памфлету його розшукувала поліція.
1835 року втік до Страсбурга, аби уникнути арешту, й тут присвятив себе вивченню нової філософії, особливо Декарта та Спінози. У жовтні 1836 року приїхав до Цюриху, де отримав дозвіл на читання лекцій, але 19 лютого 1837 року, незабаром після початку читання свого курсу порівняльної анатомії, помер від епідемічного висипного тифу.
Підручник порівняльної анатомії, написаний Бюхнером, використовували у вищих навчальних закладах Німеччини аж до середини XX століття.

## Творчість
Бюхнер є автором тільки трьох драматичних творів. Перед останньою подорожжю до Страсбурга він написав у Дармштадті протягом декількох тижнів драму «Смерть Дантона» (нім. Dantons Tod, dramatische Bilder aus der Schreckenzeit; Франкфурт, 1835), що стала одним з перших зразків сучасної драми.
У Страсбурзі Бюхнер переклав п'єси Віктора Гюго «Лукреція Борджіа» та «Марія Тюдор» (1835 рік). У рукописах, крім філософських робіт та уривків поетичних творів, він залишив комедію «Леонс та Лена» (нім. Leonce und Lena, яку видали у 1839 році), сповнену дотепу, гостроти та різкої іронії, а також уривки повісті «Ленц» (нім. Lenz), 1835 року) про німецького письменника Якоба Ленца (нім. Jakob Michael Reinhold Lenz, 1751–1792 роки), який входив до руху «Буря і натиск». Найкращим твором Бюхнера визнають п'єсу «Войцек» (нім. Woyzeck, 1837 рік), за якою поставили: оперу Альбана Берга «Воццек» (нім. Wozzeck, 1921 року); однойменні фільми Вернера Герцога (1979 рік) та Яноша Саса (1994 рік). Драма «П'єтро Аретіно» була втрачена.
Поетична спадщина Бюхнера була видана його братом під заголовком «нім. Nachgelassene Schriften» (Франкфурт, 1850 рік), проте як літератор Бюхнер був надовго забутий. Поверненню письменника до читачів посприяло критичне видання усіх творів Бюхнера «нім. Sämtliche Werke und handschriftlicher Nachlass» з біографією, написаною австрійським письменником Карлом-Емілем Францозом, що з'явилося 1879 року в Франкфурті-на-Майні.

## Рецепція
З 1921 року п'єси та прозу Бюхнера переносять на кіно-, а потім і на телеекран. З 1923 року вручають премію Бюхнера, яку вважають найвищою нагородою Німеччини в галузі прози. Її отримали багато видатних письменники Німеччини, Австрії, Швейцарії. 1960 року її присудили Паулю Целану, який у своїй промові ґрунтовно та емоційно проаналізував творчість Бюхнера.
Творчість Бюхнера вплинула на подальший розвиток європейської літератури, зокрема на творчість натуралістів і неоромантиків, Франка Ведекінда, Ґергарта Гауптмана, Бертольда Брехта, німецьких експресіоністів, представників «театру абсурду» (особливо Артюра Адамова та Ежена Йонеско).
В Україні особливо відома п'єса Бюхнера «Войцек» (також «Воццек»). Українською мовою п'єсу «Воццек» у власному перекладі ставив Лесь Курбас. До 200-річчя з дня народження драматурга нову постановку «Воццека» запропонував Андрій Жолдак. У Харківському Державному академічному драматичному театрі свою версію «WOYZECK» запропонував режисер-постановник Олександр Ковшун. Однією з останніх постановок п'єси Бюхнера є вистава Театру драми і комедії на лівому березу Дніпра «Карнавал плоті» (режисер-постановник Дмитро Богомазов). Особливим чином переосмислив п'єсу Бюхнера Іздрик, створивши власного постмодерного «Воццека» (див. Воццек & воццекургія).